# Liste des monuments historiques protégés en 1874
Cet article recense les monuments historiques français classés en 1874.

## Protections
| Édifice                                   | Commune  | Département | Région    | Protection | Base Mérimée                         | Coordonnées                      | Image |
| ----------------------------------------- | -------- | ----------- | --------- | ---------- | ------------------------------------ | -------------------------------- | ----- |
| Collégiale Saint-Léger                    | Marsal   | Moselle     | Grand-Est | classé     | « PA00106806 », notice no PA00106806 | 48° 46′ 57″ nord, 6° 36′ 57″ est |       |
| Abbaye de Hesse                           | Hesse    | Moselle     | Grand-Est | classé     | « PA00106785 », notice no PA00106785 | 48° 41′ 15″ nord, 7° 03′ 07″ est |       |
| Château du Haut-Barr                      | Saverne  | Bas-Rhin    | Grand-Est | classé     | « PA00084952 », notice no PA00084952 | 48° 44′ 25″ nord, 7° 20′ 31″ est |       |
| Collégiale Saint-Martin-et-Saint-Arbogast | Surbourg | Bas-Rhin    | Grand-Est | classé     | « PA00085200 », notice no PA00085200 | 48° 54′ 37″ nord, 7° 50′ 08″ est |       |